# Runner/僕等の道
『runner／僕等の道』は、trunkのメジャーデビューシングル。2008年4月23日発売。発売元はロックチッパーレコード。

## 解説
「runner」、「僕等の道」の2曲入りのシングルである。

## 収録曲
1. runner（作詞:鳥井一広・新井寿光 作曲:新井寿光 編曲:高橋圭一）
  - 関西テレビ『ミュージャック』エンディングテーマ
FM青森、青森TV『エコ&エネルギー展』CMソング
2. 僕等の道（作詞:鳥井一広 ・新井寿光 作曲:新井寿光 編曲:高橋圭一）
  - 「広島女学院大学」CMソング
3. runner (instrumental)
4. 僕等の道 (instrumental)